# Fredede fortidsminder i Brøndby Kommune
Denne liste over fredede fortidsminder i Brøndby Kommune viser alle fredede fortidsminder i Brøndby Kommune. Listen bygger på data fra Kulturarvsstyrelsen.
| Stednavn | Type    | Datering                      | Seværdighed (Verdensarv, National, Lokal, Nej) | ID (Link til Kulturarv.dk) | Koordinater                                   | Billede     | Bemærkning |
| -------- | ------- | ----------------------------- | ---------------------------------------------- | -------------------------- | --------------------------------------------- | ----------- | ---------- |
| Gildhøj  | Rundhøj | Oldtid (ca. -250000 til 1066) | Nej                                            | 95597                      | 55°39′16″N 12°24′59″Ø / 55.65440°N 12.41627°Ø | Upload foto |            |
| Tornhøj  | Rundhøj | Oldtid (ca. -250000 til 1066) | Nej                                            | 95596                      | 55°39′03″N 12°25′02″Ø / 55.65077°N 12.41732°Ø | Upload foto |            |